# Airai
Airai, nằm trên bờ biển phía nam của đảo Babeldaob, là bang đông dân thứ hai của Palau. Bang có sân bay chính của đất nước, Sân bay quốc tế Airai, bang được kết nối với Đảo Koror qua cầu Koror-Babeldaob. Bang có diện tích là 44 km² (17 mi²), và tổng dân số năm 2004 là 2700. Airai cũng là tên của một thị trấn lớn nhất trong tiểu bang, với dân số 920 người trong năm năm 2004.